# フリオ・ソーサ
フリオ・マリア・ソーサ・ベンチュリーニ（Julio María Sosa Venturini , 1926年2月2日 - 1964年11月26日）は、有名なタンゴの男性歌手。

## 生涯
1926年4月21日 に、ウルグアイのビジャ・エリサにて生まれる。本名は、フリオ・マリア＝ソーサ・ベントゥリニ（Julio María Sosa Venturini ）である。10歳で歌手デビューを果たす。貧しい青少年時代をすごす。
1945年、ウルグアイのカルロス・ジラルドニ楽団に入団したのをきっかけに、タンゴ歌手の人生を歩む。1949年6月より、アルゼンチンのブエノスアイレスに移り、アルマンド・ポンティエールの楽団での歌唱が好評となり、有名となる。1953年ごろ、声帯が深刻な状態となるものの、手術を受けて、タンゴ歌手に復帰する。まだアルゼンチン市民に白黒テレビが普及して間もないころのテレビ番組に頻繁に出演して、知名度を上げる。
1964年11月26日、交通事故により死去する。38歳であった。
YouTubeに、いくつかレコード録音や白黒フィルムなどがアップロードされている 。